# Kulturní dům (Třebíč)
Kulturní dům v Borovině (dříve i tzv. Kulturák) je kulturní dům na Dělnickém náměstí v Třebíči-Borovině. Od roku 2004 sloužil jako prodejna nábytku, do té doby sloužil jako kulturní dům se sálem. Je typickým představitelem architektury ve stylu pozdní moderny a s vlivy bruselského stylu. Autorem stavby je Jiří Herzán.

## Popis
Kulturní dům se nachází na Dělnickém náměstí v třebíčské čtvrti Borovina, je obklopen parkem, ve kterém dříve byla umístěna bronzová socha Gustava Klimenta. Byl vystavěn na přelomu 50. a 60. let 20. století, je unikátní stavbou bez výraznějších rekonstrukcí. Má kovová okna a dveře, břizolitovou fasádu s uměleckými detaily. Dům je podélně orientován východozápadně, je tvořen hlavním sálem, z hlavní stavby vychází západní křídlo s hlavním vstupem a průčelím. V západním křídle je vestibul, divadelní sál, herny, kuřárny, administrativní zázemí, salonek a šatna. Na severní straně sálu jsou umístěny kavárna a kuchyně.

## Historie
Byl vystavěn ve stejnou dobu jako blízké sídliště, kdy měl být využíván pro zábavu dělníků z blízkých Závodů Gustava Klimenta (dřívější závody Tomáše Bati, pozdější BOPO). Stavba byla povolena v roce 1957, k užívání jako kulturní dům byla stavba povolena v roce 1960. V roce 1981 byl rozšířen dům o přístavek pro sklad židlí. V kulturním domě se odehrávaly představení loutkového divadla, divadelní představení, čajové dýchánky nebo koncerty hudebních skupin. Na divadlo vzpomínal např. Jiří Pecha, který tam hrával divadelní představení. V roce 2004 bylo změněno užívání stavby na prodejnu nábytku. V tu dobu město prodalo soukromému subjektu dům za 4 miliony Kč.
V únoru roku 2022 bylo oznámeno, že město Třebíč chce zakoupit od soukromého vlastníka zpět kulturní dům. V dubnu téhož roku bylo oznámeno, že v budoucím kulturním domě by měla být zachována funkce kulturního zařízení a mohlo by přibýt třeba coworkingové centrum, cena objektu by měla dosáhnout 24 milionů Kč. Zastupitelstvo rozhodlo, že za těchto podmínek dům město má zakoupit a zmodernizovat.
V roce 2025 došlo k přípravě projektové dokumentace pro rekonstrukci celého objektu.